# José Mercedes Ortega
José Mercedes Ortega Pereira (* 1856 in Cauquenes; † 1. September 1933 in Santiago de Chile) war ein chilenischer Maler.
Ortega entstammte einer angesehenen Familie der Región del Maule, die seine vielseitigen künstlerischen Interessen frühzeitig förderte. Vierzehnjährig ging er nach Santiago an das Instituto Nacional, später war er an der Acedamia de Pintura Schüler von Juan Bianchi und studierte an der Escuela de Bellas Artes bei Alejandro Cicarelli, Ernst Kirchbach und Juan Mochi. Während seines Studiums erhielt er die Gelegenheit, gemeinsam mit Pedro León Carmona die Kapelle Santa Lucía auszumalen. Dies brachte ihm in der Folge zahlreiche Aufträge des amtierenden Bürgermeisters Benjamín Vicuña Mackenna für Porträts bedeutender Persönlichkeiten, um eine historische Bildergalerie zu schaffen.
1882 erhielt er ein Stipendium der chilenischen Regierung für einen Studienaufenthalt in Europa. Er studierte an der Académie des Beaux-Arts in Paris und war in den fünf Jahren seines Aufenthaltes Schüler von Ernest Hébert und Luc-Olivier Merson. Mit dem Gemälde Tegualda Encuentra el Cadáver de Lautaro gewann er 1886 den Zweiten Preis der der Internationalen Ausstellung von Liverpool.
Nach seiner Rückkehr nach Chile wurde er Nachfolger von Cosme San Martín als Professor an der Escuela de Bellas Artes. Dort zählten u. a. Ernesto Molina, Agustín Undurraga, Pedro Luna und Arturo Gordon zu seinen Schülern. Werke Ortegas finden sich u. a. in den Sammlungen des Museo Nacional de Bellas Artes, des Museo Histórico Nacional und in der Pinakothek der Universidad de Concepción.

## Werke
- Naturaleza Muerta
- Desolación
- Ante el Espejo
- El Primer Hijo
- Doña Inés de Suárez

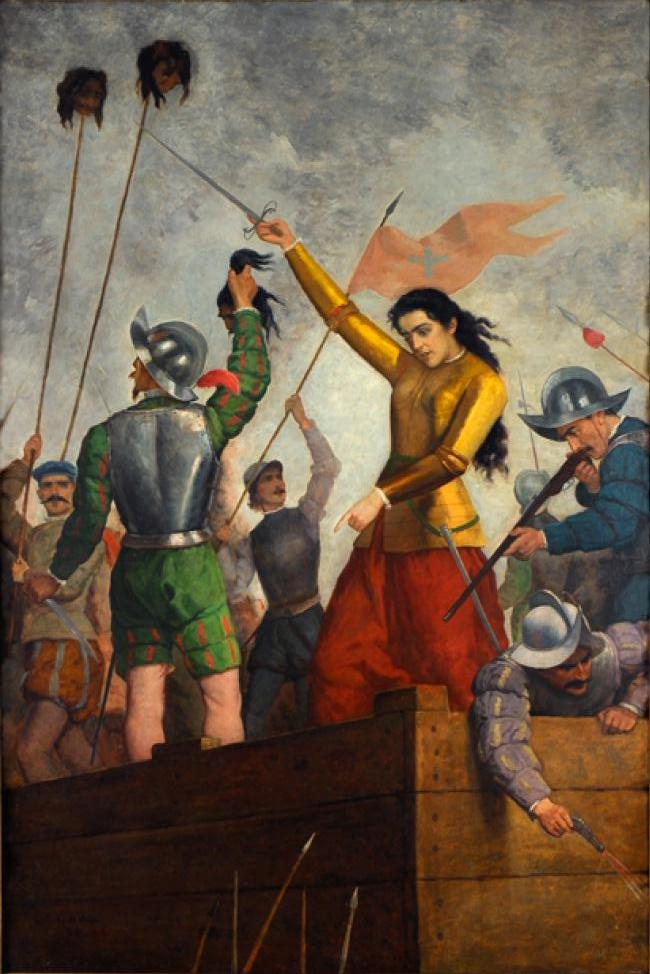
Doña Inés de Suarez bei der Verteidigung der Stadt Santiago

- Retrato de la Cantinera Irene Morales
- Paisaje Exótico
- Tegualda Encuentra el Cadáver de Lautaro
- General Alejandro Gorostiaga Orrego